# Укуріш
Укуріш (рум. Ucuriș) — село у повіті Біхор в Румунії. Входить до складу комуни Олча.
Село розташоване на відстані 404 км на північний захід від Бухареста, 48 км на південь від Ораді, 126 км на захід від Клуж-Напоки, 112 км на північний схід від Тімішоари.

## Населення
За даними перепису населення 2002 року у селі проживали 652 особи.
Національний склад населення села:
| Національність | Кількість осіб | Відсоток |
| -------------- | -------------- | -------- |
| румуни         | 506            | 77,6%    |
| цигани         | 143            | 21,9%    |

Рідною мовою назвали:
| Мова      | Кількість осіб | Відсоток |
| --------- | -------------- | -------- |
| румунська | 530            | 81,3%    |
| циганська | 119            | 18,3%    |